# Dyj
Dyj či Div a Diva jsou řídce zmiňovaná slovanská božstva, podle některých názorů dědici páru praindoevropských nebeských božstev *Djéuse a *Diwóny, podle jiných jsou zmínky o nich jen literární fikcí inspirovanou řeckým Diem. Otázka autenticity těchto božstev je navíc komplikována faktem, že staroruský výraz divъ pravděpodobně vychází z obecného výrazu pro božstvo.

## Prameny
Dyj je samostatně zmiňován pouze jednou, a to v textu Kázání a zjevení svatých apoštolů, podle kterého uctívali Slované Peruna, Chorsa, Dyje a Trojana. Ve Slovu o pluku Igorově je zase zmiňována postava jménem Dij, která „křičí z vrchu stromu“ a „vrhá se na zem“ během útoku Polovců. Diva je zmiňována taktéž pouze jednou, a to v jedné z redakcí Kázání svatého Řehoře Bohoslovce: “Těmto bohům klade a činí oběti i slovanský pronárod: vílám a Mokoši, Divě, Perunu, Chъrsu, Rodu a Rožanici, upírům a beregyním.” V témže textu se pak obě božstva objevují společně, v pasáži o zkáze města, v které se uvádí, že někteří lidé obětují Dyjovi a druzí Divě.

## Hypotézy
Jména Dyj, Div a Diva mohou být zkomoleninou řeckého jméno Zeus a v takovém případě by zmínky o nich byli literární fikcí bez souvislosti se slovanským náboženstvím. Div ze Slova o Pluku Igorově byl zase interpretováno jako temná bytost či pták věštící neštěstí. Na druhou lze tato jména spojit s praindoevropským *dejwos „božstvo, nebešťan“, z kterého vychází staroruské divъ. Tento výraz vychází nejspíše z původního slovanského výrazu pro božstvo, který však byl v důsledku íránského vlivu nahrazen výrazem *bogъ, a počat užíván v souvislosti s „divým“, „podivným“, případně „zázračným”. V duchu této změny nejspíše došlo ke vzniku označení jako diví mužové a divoženky nebo ukrajinského přísloví „Kéž by na tebe dyv přišel”, ve smyslu „Aby tě čert vzal.” Taktéž je možné že slovo diva si zachovalo význam „bohyně“ a pasáž z Kázání svatého Řehoře Bohoslovce má být čtena jako „kladou oběti mokoší/mokošině bohyni“ a odkazuje tak pouze je jednu postavu – Mokoš.
	Badatelé Vitomir Belaj a Juraj Belaj spojují Divu s praindoevropskou bohyní zvanou *Diwóná nebo *Djewa mater „matka bohů“ a taktéž se domnívají že Slované znali božstvo praslovansky zvané *Divъ či *Děvъ, které bylo dědicem praindoevropského *Djéuse a předcházelo Perunovi jako vládci slovanského panteonu. Tohoto boha spojují se zmínkou Prokopia z Kaisareie z slovanské víře v jednoho boha, vládce všeho a stvořitele blesku nebo zmínkou Helmolda z Bosau o jednom bohu na nebesích. Takovému božstvu měla náležet volně žijící zvěř – tedy zvěř divá. Vjačeslav Ivanov a Vladimir Toporov se domnívali že Div a Diva představují polární opozita, kde Div je spojován s nebesy, směrem nahoru a suchostí, zatímco Diva s podsvětím, směrem dolů a vlhkostí. Belajové Divu spojují také s Dziewannou známou z polských raně novověkých zdrojů, východoslovanskou bohyní Mokoš a folklórními postavami známými pod jmény jako Vela, Vila nebo Baba. U Divy může být významné  také její spojení s vílami. Výraz víla lze vykládat ze slova viliti „být posedlý, být bláznivý”, které lze spojit se slovem „divý“, souvislosti napovídá i fakt že Bulhaři nazývají víly slovem samovila i samodiva.